# まるっと!
『まるっと!』は、NHK名古屋放送局で2018年4月2日から東海3県向けに放送されている平日夕方の『NHKニュース』のローカルワイドニュース番組である。
本項目では、NHK岐阜放送局制作の『まるっと!ぎふ』、NHK津放送局制作の『まるっと!みえ』についても併せて記述する。

## 概要
2018年3月30日まで17年間放送された『ほっとイブニング』に代わるローカルワイドニュース番組として放送開始した。本番組は、ニュースや生活情報、スポーツなど、東海3県に密着した情報を伝えるといった構成となっている。番組のタイトルである「まるっと!」は、東海3県の街の情報が「まるっと分かる」といった意味と、出演者と視聴者が「まるっと!仲間であるように感じられる」といった意味がそれぞれ込められている。18:30以降は「ほっとイブニング」から引き続き県内ローカル放送となり、岐阜局は「まるっと!ぎふ」、津局は「まるっと!みえ」が放送される。愛知県内は当番組が引き続き放送される。なお、本番組内では時刻表示がカスタム仕様となっているほか、前座番組『午後LIVE ニュースーン』の中（17時台のうちの数分間）で本番組の予告を逆L字型画面で表示している。
現在、予告表示は全く行われてないが、2021年度を迎えるにあたって番組のセットを若干的に一新。内容は今まで通りだが、NHK名古屋放送局の歴代夕方東海地方ニュースでも一番明るいコンセプトを持った報道番組を目指している。
2018年5月19日と5月20日に、NHK名古屋放送センタービルそばのオアシス21において番組のイベント「まるっと!まつり in オアシス21」を開催。東海3県各局のキャスターの出演やプレイランド、『まるっと!みえ』のエンディングテーマを歌う野田愛実のライブなどが開催された。
2021年10月18日放送分から放送常時同時配信・見逃し番組配信サービス「NHKプラス」で、愛知県ローカルの部分も含めた番組全編の見逃し配信を開始。更に2023年5月29日放送分から「ご当地プラス（東海・北陸エリア）」において、岐阜県と三重県ローカル部分の見逃し配信も開始した。これにより、日本全国で本番組を視聴が出来るようになった。

## 放送時間
- 平日 18:10 - 18:59
  - 18:10 - 18:30（東海3県ネット）
  - 18:30以降、岐阜放送局は「まるっと!ぎふ」、津放送局は「まるっと!みえ」をそれぞれ放送。
  - 2018年末は12月28日で放送を終了。当日は「年末SP」として10分前拡大（18:00 - 19:00、『 - シブ5時』の末尾10分間は臨時にネット返上）し放送され、「まるっと!ぎふ」、「まるっと!みえ」のキャスター陣も名古屋のスタジオに駆けつけた。また、この日は東海3県全域で名古屋発の内容が臨時フルネットで放送された。
  - 2019年度以降もお盆期間（8月中旬）や年末年始（12月29日から1月3日の前後）などは18:30からの岐阜局、津局のローカル放送（「まるっと!ぎふ」、「まるっと!みえ」）が休止され、全編東海3県ネットになる場合がある。[10]
  - 2023年末は12月28日で放送を終了。当日は「東海3県のことし1年のニュース」をまるっと!振り返る特別企画として、東海3県全域で名古屋発の内容が臨時フルネットで放送された。
- 放送休止や短縮・繰り下げなどの事例は次の通り。
  - 2024年1月16日は、18時42分頃緊急地震速報が石川県に出され、東京のニュースセンターから緊急報道を伝えるため、後半の県別放送が18時43分で打ち切りとなった。
  - 2024年2月28日は、2024年パリオリンピック女子サッカーアジア最終予選 日本 対 北朝鮮 第2戦（国立競技場）を生中継で放送するため、18:10開始（18:25終了）の県別短縮放送となった[11]。
  - 2024年3月1日は、国会中継（第213回国会 衆議院政治倫理審査会 自民党派閥政治資金問題関連質疑）を放送したため、18:30開始（18:59終了）の県別放送のみとなった[12]。

## 現在の出演者

### メインキャスター
NHK名古屋放送局アナウンサー
- 山田大樹（2025年3月31日 - ）
- 山田真夕（2025年3月31日 - ）

### リポーター
元NHKアナウンサー
- 三宅民夫（『東海DIVE』リポーター）

NHK名古屋放送局契約キャスター
- 金子紗也（2022年度 - 【2022年度から2023年度まではキャスター】）
- 髙木理加（2023年度 - ）【2023年度までは『まるっと!みえ』キャスター】[13]
- 工藤舞子（2023年度 - ）[14]
- 山﨑優里（2024年度 - 【「まるにゃん！カフェ」コーナーも兼務】）[注 1]
- 市橋里音奈（2025年度 - ）【2024年度までは『まるっと!ぎふ』キャスター】

### スポーツキャスター
NHK名古屋放送局契約キャスター
- 清田りな（2025年度 - ）

### コーナー担当
NHK名古屋放送局契約キャスター
- ヴィトル（オフィス・シネマレスト所属、2022年度 - ）[15]

その他
- 加藤里奈（セントラルジャパン所属、2024年1月25日 - ）

### 気象キャスター
- 寺尾直樹（気象予報士、『ほっとイブニング』より続投）

### マスコットキャラクター
- まるにゃん（2022年11月頃 - ）[16]
  - 2024年3月1日付で、NHK名古屋公式マスコットキャスターに昇格したことが同日放送の当番組上で発表された。

## 過去の出演者

### NHK名古屋放送局
- ☆の付いている出演者は隔週

| 期間      | 期間      | キャスター          | キャスター            | 情報キャスター        | 気象情報 |
| 期間      | 期間      | 男性                | 女性                  | 情報キャスター        | 気象情報 |
| --------- | --------- | ------------------- | --------------------- | --------------------- | -------- |
| 2018.4.2  | 2019.6.28 | 小山径              | 有田早紀☆ 小山悠里☆   | 福永美春              | 寺尾直樹 |
| 2019.7.1  | 2020.3.27 | 小山径              | 有田早紀              | 福永美春              | 寺尾直樹 |
| 2020.3.30 | 2020.5.1  | 高山哲哉            | 有田早紀              | 大浜扶美野☆ 吉村史織☆ | 寺尾直樹 |
| 2020.5.7  | 2020.5.15 | 高山哲哉☆ 酒匂飛翔☆ | 有田早紀☆ 大浜扶美野☆ | 吉村史織              | 寺尾直樹 |
| 2020.5.18 | 2022.4.1  | 高山哲哉            | 有田早紀              | 大浜扶美野☆ 吉村史織☆ | 寺尾直樹 |
| 2022.4.4  | 2024.3.29 | 高山哲哉            | 金子紗也              | 金子紗也              | 寺尾直樹 |
| 2024.4.1  | 2025.2.28 | 豊原謙二郎          | 木村穂乃              | 木村穂乃              | 寺尾直樹 |
| 2025.3.3  | 2025.3.28 | 週替わり            | 木村穂乃              | 木村穂乃              | 寺尾直樹 |
| 2025.3.31 | 現在      | 山田大樹            | 山田真夕              | 山田真夕              | 寺尾直樹 |

### その他

#### NHK名古屋放送局契約キャスター（当時）
- 飯沼祐月（リポーター、『ほっとイブニング』から続投）
- 木下愛子（リポーター、2018年度まで）
- 石坂美咲（リポーター、2018年度まで）
- 酒井麻利子（リポーター、2019年度まで）
- 新田谷萌（リポーター、2019年度まで）
- 吉岡麗（スポーツキャスター、2020年度まで）
- 則竹佳純（リポーター、2020年度 - 2021年度）
- 石坂窓花（リポーター、2020年度 - 2021年度、元CBCラジオレポートドライバー）
- 渡邊晶子（リポーター、2020年度 - 2022年度）[15]
- 浦野莉恵（リポーター、2020年度 - 2023年度【2022年11月頃から「まるにゃん！カフェ」コーナーも担当】）[注 10][15]
- 松井かれん（リポーター、2021年度 - 2023年度）【2020年度までは『まるっと!みえ』キャスター】[15]
- 亀蔦なごみ（スポーツキャスター、2020年度 - 2024年度【2020年度はリポーター】）[15]

## まるっと!ぎふ

### NHK岐阜放送局制作（岐阜県ローカルパート）

#### メインキャスター
NHK岐阜放送局アナウンサー
- 中尾晃一郎（【隔週出演】[注 11]、2023年7月24日 - ）
- 村竹勝司（【隔週出演】、2025年3月31日 - ）[注 12]

NHK岐阜放送局契約キャスター
- 有坂菜恵子（【隔月担当】2025年3月31日 - ）
- 新延夕佳（【隔月担当】2025年4月28日 - ）

#### リポーター
NHK岐阜放送局契約キャスター
- 有坂菜恵子（2023年4月 - ）[19]
- 新延夕佳（2023年4月 - ）[19]

#### 気象キャスター
- 橋本祐佳（気象予報士、2018年度は金曜、2019年度から月曜 - 金曜出演『ほっとイブニングぎふ』より続投）[注 13]

#### コーナー出演
- 近藤正臣（俳優、不定期、『近藤正臣のまるっと郡上』担当）

#### 過去の出演者
NHK岐阜放送局アナウンサー（当時）
- 望月豊（【隔週出演】、2018年4月 - 2020年8月）
- 岡崎太希（【隔週出演】、2018年4月 - 2021年3月）[注 14]
- 浅野達朗（【隔週出演】、2021年4月 - 2023年7月21日）[注 15]
- 瀬戸光（【隔週出演】、2020年9月 - 2025年3月21日）

NHK岐阜放送局契約キャスター（当時）
- 浅野夏実（【隔週出演】、2018年4月 - 2020年3月）
- 住谷明日香（【隔週出演】、2019年4月 - 2020年3月）
- 中村顕子（【月、火曜出演】、2020年3月 - 2022年3月29日）
- 坂田奈央（【水、木曜出演】、2021年3月 - 2022年3月31日）
- 渡邉美希（【金曜出演】、2021年3月 - 2022年4月1日）
- 市橋里音奈（2022年4月4日 - 2025年3月28日）

## まるっと!みえ

### NHK津放送局制作（三重県ローカルパート）

#### メインキャスター
NHK津放送局アナウンサー
- 小川浩司（【隔週出演】[注 16]、2024年8月26日 - ）
- 橋爪秀範（【隔週出演】[注 17]、2021年10月 - 2022年3月、2025年8月4日 - ）

NHK津放送局契約キャスター
- 太田磨理（【2022年度は隔週、2023年度は2週おき3人でローテーション出演】、2021年3月29日 ‐ 【『ほっとイブニングみえ』時代の2013年度以来8年ぶりの復帰】）
- 高橋美帆（【2週おき3人でローテーション隔週出演】、【当番週ではない場合スポーツキャスター担当あり】、2023年4月10日 ‐【2021年度 - 2022年度はリポーター】）
- 秋田紗千加（【2週おき3人でローテーション隔週出演】、【当番週ではない場合スポーツキャスター担当あり】、2025年4月 ‐）

#### スポーツキャスター（まるスポ・月曜）
NHK津放送局契約キャスター
- 秋田紗千加（隔週、2023年4月 ‐ ）

#### 気象キャスター
- 親見麗菜（気象予報士、2024年4月1日 - ）

#### エンディングテーマ
- 野田愛実「『ただいま』と一緒に」[6]

#### 過去の出演者
NHK津放送局アナウンサー（当時）
- 中村信博（【隔週出演】、ほっとイブニングみえから続投・2018年4月 - 2020年8月）
- 浅井理（【隔週出演】、ほっとイブニングみえから続投）（2018年4月 ‐ 2021年3月17日）
- 三輪秀香（【隔週出演】、2020年9月 - 2021年10月）
- 菊田一樹（【隔週出演】、2021年3月29日 - 2024年8月23日）
- 齋藤舜介（【隔週出演】、2022年4月11日 - 2024年7月26日）
- 望月豊（【隔週出演】、2024年9月2日 - 2025年7月26日）[注 18]

NHK津放送局契約キャスター（当時）
- 松井かれん（【隔週出演】、2018年4月 ‐ 2021年3月26日）
- 野田しほり（【隔週出演】、2018年4月 ‐ 2021年3月26日）
- 髙木理加（【隔週出演】、2021年4月5日 ‐ 2023年3月31日【2018年度 - 2020年度はリポーター】）
- 大橋和綺（【2週おき3人でローテーション隔週出演】、2023年4月3日 ‐2025年3月14日【2021年度 - 2022年度はリポーター・当番週ではない場合スポーツキャスター担当あり】）

気象キャスター
- 奥平雄太（気象予報士、『ほっとイブニングみえ』より続投・2018年4月 - 2020年3月27日）
- 田﨑麻友美（気象予報士、2020年3月30日 - 2022年4月1日）
- 天川和菜子（気象予報士、2022年4月4日 - 2024年3月29日）